# Maruina tobagensis
Maruina tobagensis är en tvåvingeart som beskrevs av Wagner 1993. Maruina tobagensis ingår i släktet Maruina och familjen fjärilsmyggor. Inga underarter finns listade i Catalogue of Life.